# Dekanat Szczecin-Pogodno

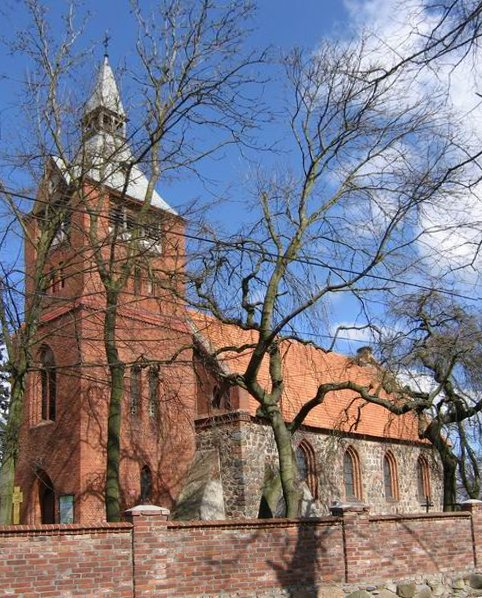
Kościół w Wołczkowie

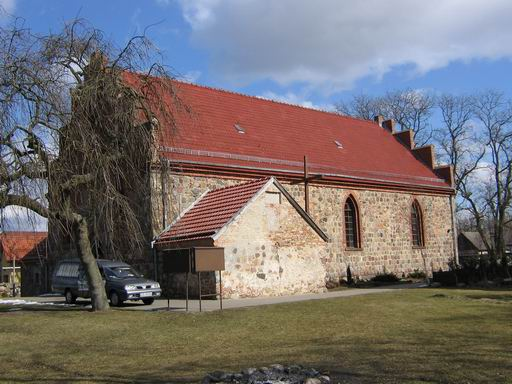
Kościół w Dobrej Szczecińskiej

Dekanat Szczecin-Pogodno – jeden z siedmiu dekanatów w Szczecinie należący do archidiecezji szczecińsko-kamieńskiej.

## Parafie
- Bezrzecze - Parafia Najświętszej Maryi Panny Matki Kościoła w Bezrzeczu
- Będargowo (pw. Najświętszej Maryi Panny Wspomożenia Wiernych)
- Buk (pw. św. Urszuli Ledóchowskiej)
- Dobra (powiat policki) (pw. MB Królowej Świata)
- Dołuje (pw. Chrystusa Króla Wszechświata)
- Mierzyn (pw. Matki Bożej Bolesnej)
- Szczecin Krzekowo - Parafia Świętej Trójcy w Szczecinie
- Szczecin Krzekowo - Parafia św. Ottona w Szczecinie
- Szczecin Pogodno - Parafia Świętego Krzyża w Szczecinie
- Szczecin Pogodno - Parafia św. Jana Bosko w Szczecinie
- Szczecin Pogodno - Parafia Najświętszego Odkupiciela w Szczecinie
- Wołczkowo (pw. MB Szkaplerznej)

## Funkcje w dekanacie
- Dziekan: ks. prałat dr Zbigniew Wyka
- Wicedziekan ks. mgr Jan Gierlach
- Ojciec duchowny: o. mgr Mieczysław Witalis CSsR